# Бальберишкис
Бальберишкис (лит. Balbieriškis) — местечко в Пренайском районе Каунасского уезда Литвы. Центр Бальберишкского староства.
Легенда говорит, что после набегов крестоносцев районы у излучин Немана опустели. Только в 1502 году врач короля Александра (принадлежавший к гильдии цирюльников–бальбиров) Ганус Судорман основал у слияния рек Нямунас и Першеке лесное общество, станцию связывания бревен, господский особняк и церковь. Поселок лесорубов и скотоводов сначала назывался Ганусишки, затем Балберишкис. Говорят, что название городка могло походить от каменной реке Барбе, что течет в Неман, которая на крутом изгибе остригала плывущие бревна. Легенда о происхождении названия легла в основу герба Балберишкиса.
Бальберишкис возник в конце XV — начале XVI века. В 1520 году получил городские права (отменены в 1776 году). Во время нахождения в составе Российской империи с 1867 года Бальвержишки входили в Мариямпольский уезд Сувалкской губернии.
В 1919 году Бальберишкис стал частью Литвы (с 1940 — Литовской ССР).
В 1946 году Бальберишкис был передан в Пренайский уезд.
В 1950 году Бальберишкис вошёл в Пренайский район Каунасской области.
В 1953 году Каунасская область была упразднена и Пренайский район перешёл в прямое подчинение Литовской ССР.
В 1958 году Бальберишкис получил статус посёлка городского типа.
В 1992 году Бальберишкис был лишён статуса посёлка городского типа и стал местечком.

## Население
| 1959 | 1970 | 1979 | 1989 | 2001 |
| ---- | ---- | ---- | ---- | ---- |
| 1211 | 1451 | 1474 | 1447 | 1180 |